# スピアヘッド (T-EPF-1)
スピアヘッド（USNS Spearhead,JHSV-1/T-EPF-1）は、スピアヘッド級遠征高速輸送艦の一番艦でアメリカ海軍の軍事海上輸送司令部が運用している。
スピアヘッドは2011年9月17日に命名された。

## 設計
スピアヘッドおよび同級の他の艦艇では、その時の任務にあわせて20,000-平方フート (1,900 m2)の区画内に迅速にさまざまな装備を再配置できるようにモジュラー設計が採用されている。スピアヘッドは兵員および装備の輸送などの非戦闘任務に向けて計画された。
スピアヘッドは全長103メートル (338 ft)、全幅28.5メートル (94 ft)で、喫水は3.83メートル (12.6 ft)となっている。乗員41名用の設備があるが、通常の運行状態では22名で運用され、最大 150 名まで宿泊可能な宿泊施設と、兵員輸送用の追加座席の312席も備えている。それぞれ9.1メガワット (12,200 hp)を発揮する4基のMTU 20V8000 M71Lエンジンを搭載し、ZF 60000NR2H 減速ギアを通じて4基のバルチラ WLD 1400 SR ウォータージェットを駆動する。これによって最大速度43ノット (80 km/h)と、巡航速度35ノット (65 km/h)が可能となっている。また、ヘリパッド1面も備えている。

## 艦歴

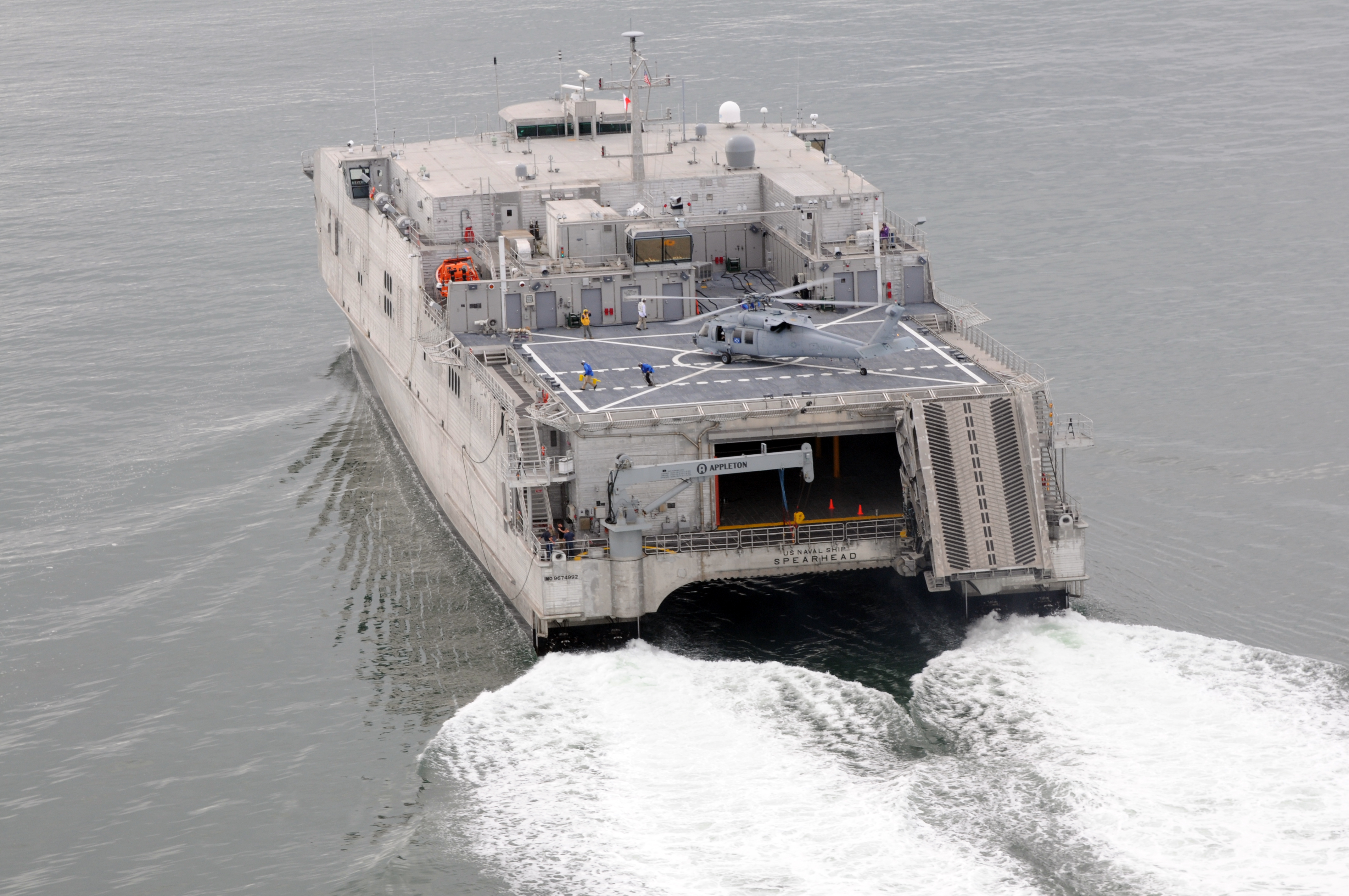
2013年に全速航行試験中のスピアヘッド

スピアヘッドの建造はアラバマ州モービルにあるオースタルUSAの造船所で2010年7月22日に開始され、アメリカ海軍、アメリカ陸軍、アラバマ州、アラバマ州モービルの関係者が出席した式典で、船の竜骨が据えられた。その時点では、スピアヘッドはアメリカ陸軍の第7維持旅団にUSAVスピアヘッドとして就役する予定だった。
スピアヘッドは2011年9月8日に「進水」したが、実際に水上に出たのは数日後で、建造された建物から浮ドックに移すことを進水とした。その時点で、スピアヘッドの海軍への納入予定は当初の目標の2011年9月から2012年前半に遅延していた。
スピアヘッドの命名式は2011年9月17日に行われた。命名者は元陸軍将校のケネス・ウォールマンで、式典の一部としてウォールマンの娘のキャサリーン・ウォールマン（バージニア工科大学および州立大学士官候補生隊の2013年卒業生）がスピアヘッドの船首でシャンパンボトルを割った。スピアヘッドは2012年前半に海軍に引き渡された後、海上公試を受け、2013会計年度第1四半期にリトルクリーク海軍水陸両用基地を母港として運用を開始する予定となっていた。同船には軍事海上輸送司令部の民間人船員（商船員）が乗り組むことになっており、初代船長はダグラス・D・キャサヴァント・ジュニアだった。
2012年8月にスペアヘッドは受入試験を全て完了した。
スピアヘッドは8か月の遅延して予算を3,100万ドル超過したが、2012年12月5日に正式に海軍に納入された。スピアヘッドは2014年はじめに初任務としてヨーロッパとアフリカに派遣され、その後中南米を訪れた。
2014年3月7日、海兵隊が複合艇訓練を行ったリベリアを訪れた。
2014年6月12日、キーウェスト沖で定期試験を実施していた。同日早朝に船体に係留されていたエアロスタットに落雷し、これが原因でエアロスタットが減圧して海面に落ち、沈没した。
2015年の作戦行動中に荒波によって船首が損傷し、修理には50万米ドル以上の費用を要した。これは設計段階の後半にオースタルが推奨した重量軽減のための設計変更によって艦首構造が弱くなっていたことが原因だと判明した。同級の最初の5隻は上部構造を改善するための改修のためにオースタルに戻す必要があり、一石あたり120万ドルを要した。また、建造中のさまざまな段階にある船も同様の改修がなされた。
2018年7月から10月にかけて海軍の毎年のサザン・パートナーシップ・ステーション（SPS）2018の一環としてカリブ海および中南米に展開した。SPSは、地域のパートナー国と協力して、専門家の意見交換を行い、井戸建設プロジェクトに貢献するプロジェクトである。SPS 2018では、スピアヘッドがパナマ、コロンビア、ホンジュラス、エルサルバドル、トリニダード・トバゴを訪れた。
2019年の夏の間、スピアヘッドは様々な無人航空機を備えたドローン母艦としての遠征高速輸送艦設計をテストする海軍のプロジェクトに参加した。
2020年10月1日の時点で、スピアヘッドは「非アクティブ、縮小運用ステータス」へと状態変更された
。2022年10月時点ではフィラデルフィア海軍造船所に係留されている。